# John Monckton
John Monckton (Armidale, Új-Dél-Wales, 1938. október 28. – 2017. június 29.) olimpiai ezüstérmes ausztrál úszó.

## Pályafutása
Az 1956-os melbourne-i olimpián 100 m hátúszásban ezüstérmet szerzett.

## Sikerei, díjai
- Olimpiai játékok – 100 m hátúszás
  - ezüstérmes: 1956, Melbourne